# Михайловка (Терский сельсовет)
Миха́йловка — деревня в Канском районе Красноярского края. Входит в состав Терского сельсовета.

## История
Деревня была основана в 1894 году. По данным 1926 года в Михайловке имелось 78 хозяйств и проживало 388 человек (202 мужчины и 186 женщин). В национальном составе населения преобладали украинцы. В административном отношении деревня входила в состав Терского сельсовета Канского района Канского округа Сибирского края.

## Население
| 1926 | 2010 |
| ---- | ---- |
| 388  | ↘23  |